# Кучарское уйгурское идыкутство
Кучарское идикутство, также Кучарское уйгурское княжество — княжество в Дуньхуане, существующее в 847—866/70 годах.

## История
После разгрома Уйгурского каганата киргизами с 840 по 866 год большая часть уйгуров и других телеских племён бежала в разные стороны.
Наиболее многочисленная из них группа уйrypoв, создает княжества в Восточном Туркестане под руговодством Пан-тегина, державшего ставку в Карашаре (Яньци), где он объявил себя ябгу, а затем пpинял титул кагана. Пан-тегин был племянником уйгурского кагана Хэса, противостоявшего Уге-хану и умершего в 840 году. Позже резиденция Пан-тегина перенесена из Карашара в Кучу. Объединение уйгуров вокруг Пан-тегина рассматривается учеными как образование Кучарского княжества. Этo княжество в 866 г. было завоевано бешбалыкскими уйгурами, включившими его в состав Уйгурского Турфанского государства.

## Правители
- Пан-тегин (Пан-теле-хан) 847—856
- Манли до 856—866/870